# 카리나 아즈나부랸
카리나 보리소브나 아즈나부랸(러시아어: Кари́на Бори́совна Азнавуря́н, 1974년 9월 20일~)은 러시아의 전직 펜싱 선수로 주 종목은 에페이다. 1996년 하계 올림픽에서 여자 에페 단체전 동메달을 획득했고 2000년과 2004년 하계 올림픽에서 여자 에페 단체전 금메달을 획득했다. 또한 세계 선수권 대회에서 에페 단체전 금메달 1개를 획득했다.